# Coupe de l'UFOA 1998
Navigation
Édition précédente Édition suivante
La Coupe de l'UFOA 1998 est la vingt-deuxième édition de la Coupe de l'UFOA, qui est disputée par les meilleurs clubs d'Afrique de l'Ouest non qualifiés pour la Coupe des clubs champions africains ou la Coupe d'Afrique des vainqueurs de coupe. 
Toutes les rencontres sont disputées à  Lomé, au Togo. Le club nigérian de Shooting Stars FC remporte la compétition en battant les Nigériens de la JS Ténéré en finale. C'est le cinquième titre international du club, le premier dans la compétition.
La formule est modifiée cette saison. Au vu du faible nombre d'engagés, la compétition se déroule dans son intégralité à Lomé et est disputée en match simple, avec également l'instauration d'un match pour la troisième place. 

## Demi-finales
| Équipe 1          | Résultat | Équipe 2             |
| ----------------- | -------- | -------------------- |
| JS Ténéré         | 2 - 0    | USFA Ouagadougou     |
| Shooting Stars FC | 3 - 2    | Sabé Sports de Bouna |

## Match pour la3eplace
| Équipe 1         | Résultat | Équipe 2             |
| ---------------- | -------- | -------------------- |
| USFA Ouagadougou | 2 - 1    | Sabé Sports de Bouna |

## Finale
| Équipe 1          | Résultat | Équipe 2  |
| ----------------- | -------- | --------- |
| Shooting Stars FC | 2 - 0    | JS Ténéré |